# Maboualabi
Maboualabi est une ville du Togo située dans la Préfecture de Bassar, dans la région de la Kara.

## Géographie
Maboualabi est situé à environ 76 km de Kara.

## Vie économique
- Marché paysan tous les lundis

## Lieux publics
- École primaire